# Шакштедт
Шакштедт (нем. Schackstedt) — деревня в Германии, в земле Саксония-Анхальт, входит в район Зальцланд в составе городского округа Ашерслебен.
Население составляет 441 человек (на 31 декабря 2008 года). Занимает площадь 9,18 км².

## История
Первое упоминание о поселении встречается в документах Оттона II в 973 году.
1 января 2010 года, после проведенных реформ, Шакштедт вошёл в состав городского округа Ашерслебен в качестве района.

## Галерея

Шакштедт на карте городского округа
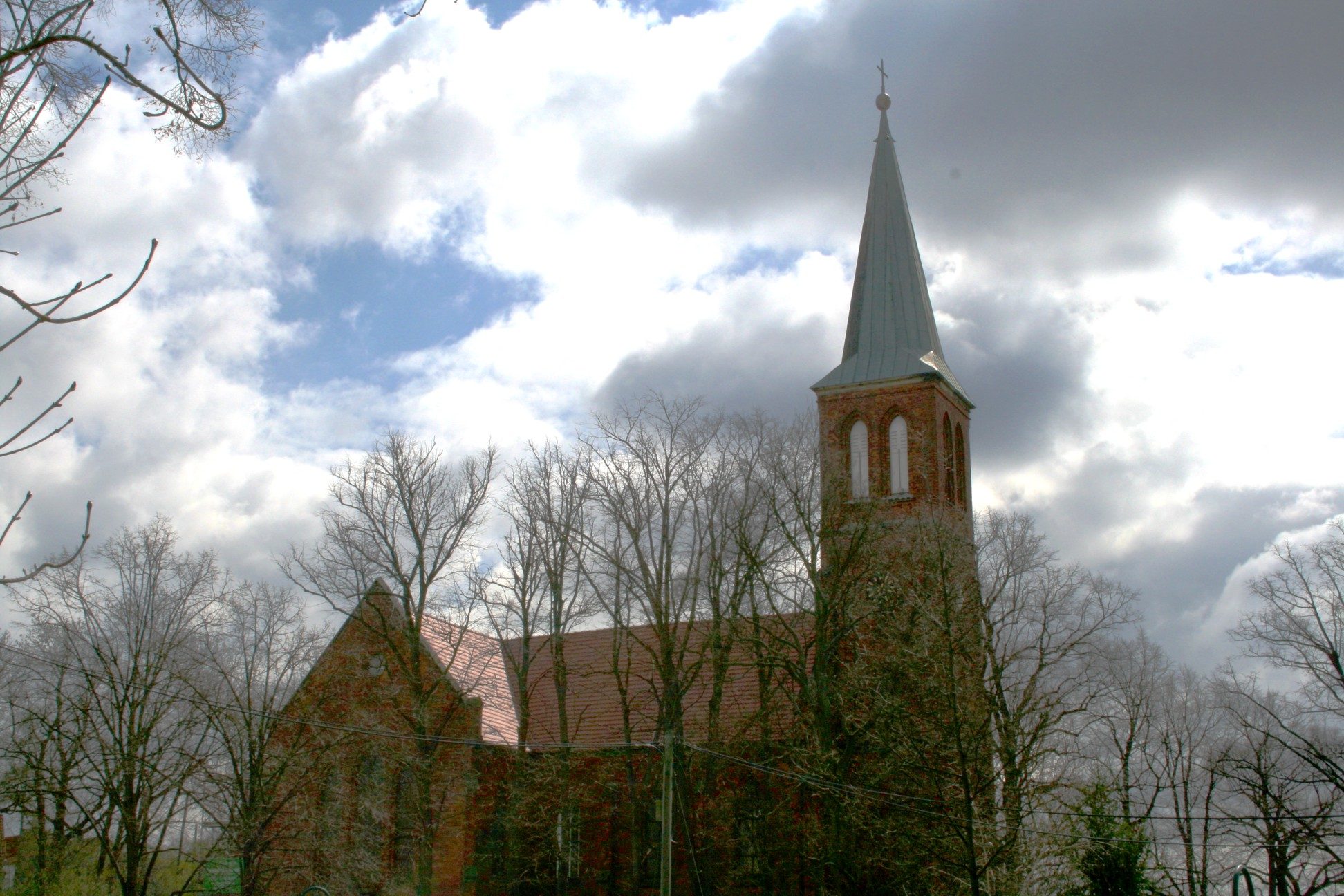
Церковь в Шакштедте